# Schizophrenie

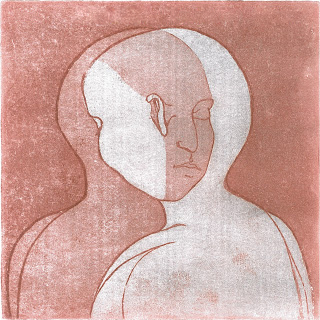
Künstlerische Darstellung einer für Schizophrenie typischen Halluzination

Als Schizophrenie oder schizophrene Psychose werden bestimmte psychische Erkrankungen mit ähnlichem Symptommuster bezeichnet, die zur Gruppe der Psychosen gehören.
Im akuten Krankheitsstadium tritt bei schizophrenen Menschen eine Vielzahl charakteristischer Störungen auf, die fast alle Bereiche des inneren Erlebens und Verhaltens betreffen, wie Wahrnehmung, Denken, Gefühls- und Gemütsleben, Willensbildung, Psychomotorik und Antrieb. Häufig werden nicht wirklich vorhandene Stimmen gehört (sogenanntes Stimmenhören). Es kann der Wahn vorkommen, verfolgt, ausspioniert oder kontrolliert zu werden. Weiter kann das Gefühl auftreten, fremdgesteuert zu werden, z. B. durch Gedankenentzug oder Gedankeneingebung. Anhaltende Halluzinationen jeder Sinnesmodalität sind möglich. Auch sozialer Rückzug, Antriebslosigkeit, mangelnde Motivation, emotionale Verflachung und Freudlosigkeit werden nicht selten beobachtet. Je nach vorherrschenden Symptomen werden mehrere Untergruppen der Schizophrenie unterschieden.
In vielen Fällen kommt es nach der erstmaligen Krankheitsphase zu einem Verschwinden der Symptome. Bei der Mehrzahl der Erkrankten folgen in unregelmäßigen Zeitintervallen weitere Krankheitsphasen (Rezidive). Bei etwa der Hälfte aller Patienten verbleiben Restsymptome (Residualsymptome).
Das Risiko einer Erkrankung liegt bei etwa 0,6 % bis 1,2 %. Erkrankungen aus dem schizophrenen Formenkreis werden seit dem Altertum beschrieben. Als Ursache geht man von einem Zusammenspiel mehrerer Faktoren aus. Es existiert ein bewährtes multimodales Behandlungskonzept, das es den Erkrankten häufig ermöglicht, ein weitgehend beschwerdefreies Leben zu führen.
Von medizinischen Laien wird Schizophrenie häufig fälschlicherweise mit der Vorstellung einer „gespaltenen Persönlichkeit“ verbunden.

## Etymologie und Wortgeschichte
Die Bezeichnung Schizophrenie leitet sich von altgriechisch σχίζειν s’chizein = „spalten, zerspalten, zersplittern“ und φρήν phrēn = „Geist, Seele, Gemüt, Zwerchfell“ ab. Im antiken Griechenland hielt man das Zwerchfell für den Sitz der Seele, weshalb das Wort „phren“ (φρήν) für beide Begriffe stand. Bis in die Mitte des 20. Jahrhunderts wurde Schizophrenie wörtlich mit Spaltungsirresein übersetzt. Damit sollte beschrieben werden, was man damals als Kern der Erkrankung ansah: den „Verlust des inneren Zusammenhanges der Seelenvorgänge“.
Der Begriff wurde am 24. April 1908 von dem Schweizer Psychiater Eugen Bleuler in einer Sitzung des Deutschen Vereins für Psychiatrie (DVP) in Berlin erstmals öffentlich vorgestellt. Auch Bleulers Kollege Carl Gustav Jung verwendete den Begriff drei Tage später am 27. April in Salzburg auf dem ersten Internationalen Psychoanalytischen Kongress (C.G. Jung war von 1910 bis 1914 Präsident der Kongresse). Im selben Jahr veröffentlichte Bleuler den Artikel Die Prognose der Dementia praecox (Schizophreniegruppe) in der Allgemeinen Zeitschrift für Psychiatrie und psychischgerichtliche Medicin und 1911 die bekannte Schrift Dementia praecox oder die Gruppe der Schizophrenien. Bleulers Konzept der Schizophrenie trat in Konkurrenz zum Konzept der Dementia praecox (vorzeitige Demenz) von Emil Kraepelin.
Erste Diagnosen mit der Bezeichnung „Schizophrenie“ wurden jedoch erst ab 1921 und ab 1930 häufiger gestellt, am Burghölzli, (Eugen Bleuler war ab 1898 Direktor) erstmals 1912.
Im klinischen Alltag in psychiatrischen Einrichtungen wurde früher bei Visiten und in Arztbriefen auch von „Morbus Bleuler“ gesprochen, um die negativ besetzte und stigmatisierende Bezeichnung Schizophrenie zu vermeiden. Früher wurden die Schizophrenie und die affektive Psychose unter dem Begriff endogene Psychose zusammengefasst.
Schizophrenie geht zwar einher mit Einschränkungen bei manchen intellektuellen Fähigkeiten, nicht jedoch mit einer verminderten Intelligenz, auch wenn der historische Begriff Dementia praecox diesen Irrtum zu bekräftigen scheint. Es ist Gegenstand wissenschaftlicher Diskussion, ob es sich bei der Schizophrenie um eine einzige Krankheitseinheit handelt oder um eine Gruppe von Erkrankungen – mit unterschiedlichen Ursachen und Verläufen.
Begriffsverwendung außerhalb der Fachsprache
Von medizinischen Laien wird Schizophrenie häufig mit Identitätsstörungen (dissoziative Identitätsstörung) verwechselt, insbesondere mit der Vorstellung einer „gespaltenen Persönlichkeit“. Dies hat seine Ursache in einer zu wörtlichen Rückübersetzung der beiden Teile des Fachbegriffs, nämlich „spalten“ und „Geist“.
Daneben etablierte sich seit den 1950er Jahren „schizophren“ in der Umgangssprache als abwertende Einstufung im Sinne von „unsinnig, sich absurd verhaltend, wahnhaft, zwiespältig“. Auch der allgemeine Begriff der Geisteskrankheit wurde früher für Schizophrenie verwendet.

## Symptome
Die Symptome der Schizophrenie werden traditionell in zwei große Bereiche unterteilt: Positivsymptome und Negativsymptome. In jüngerer Zeit finden auch die kognitiven Symptome der Erkrankung zunehmend Beachtung und werden als eigener dritter Bereich gesehen.
Die Symptomatik unterscheidet sich zwischen verschiedenen Personen insgesamt stark. Die Ausprägung der Symptome hängt zum Teil von der Persönlichkeit des Betroffenen ab und wird als individuelles Symptommuster oft über lange Zeiträume beibehalten.

### Positivsymptome
Positivsymptome (oder Plussymptome) bezeichnen Übersteigerungen des normalen Erlebens und werden deshalb als eine Art „Überschuss“ gegenüber dem gesunden Zustand angesehen. Dazu gehören starke Fehlauffassungen der erlebten Wirklichkeit bis hin zu Halluzinationen und Realitätsverlust. Schizophrenien mit überwiegend positiven Symptomen beginnen oft plötzlich, und oft gibt es vorher keine nach außen auffälligen Merkmale. Der Krankheitsverlauf ist hierbei eher günstig.
Charakteristische Positivsymptome sind inhaltliche Denkstörungen, Ich-Störungen, Sinnestäuschungen und innere Unruhe. Typisch für die inhaltlichen Denkstörungen ist die Bildung eines Wahns. Häufig treten akustische Halluzinationen (Akoasmen) auf: Etwa 84 % der Menschen mit einer schizophrenen Psychose nehmen Gedanken wahr, von denen sie meinen, deren Ursprung komme von außen. Sie nehmen z. B. Stimmen wahr, die in seltenen Fällen auch Befehle erteilen. Dies wird im allgemeinen Sprachgebrauch als „Stimmen hören“ bezeichnet. Häufig haben Betroffene den Eindruck, durch fremde Stimmen beleidigt zu werden. Ein solches Erleben kann während des Alleinseins oder inmitten von Sätzen auftreten, die umstehende Menschen sagen. Halluzination von Stimmen gibt es auch bei Ertaubten, sogar bei taub Geborenen. Bei Gehörlosen mit einer Schizophrenie-Diagnose sind allerdings optische und taktile Halluzinationen deutlich häufiger (bei jeweils ca. 50 % der Personen) als allgemein bei Schizophrenie (ca. 15 % bzw. 5 %).
Zu den Ich-Störungen zählen:
- Gedankeneingebung: Erleben der eigenen Gedanken als von anderen aufgezwungen
- Gedankenausbreitung: Vorstellung, andere könnten die eigenen Gedanken „abhören“ oder „mitlesen“
- Gedankenentzug: Verlustgefühl, dass andere die eigenen Gedanken stehlen oder abschneiden
- Fremdsteuerung: Gefühl, von anderen wie ein ferngelenkter Roboter gesteuert zu werden.

### Negativsymptome
Negativsymptome (oder Minussymptome) bezeichnen Einschränkungen des normalen Erlebens sowie von psychischen Funktionen, die früher vorhanden waren, aber durch die Krankheit reduziert sind oder ganz fehlen. Diese Symptome stellen also einen Mangel gegenüber dem gesunden Zustand dar. Folgende Tabelle gibt eine Übersicht über die Negativsymptome:
| Negativsymptom          | Erklärung |
| ----------------------- | --- |
| Affektverflachung       | Mangelnde Bandbreite von Emotionen in Wahrnehmung, Erleben und Ausdruck. Die Verarmung der Gemütserregungen (Affekte) äußert sich in einer verminderten Fähigkeit „emotional mitzumachen“. Die Betroffenen reagieren gemütsmäßig nur eingeschränkt auf normalerweise bewegende Ereignisse, erscheinen durch Erfreuliches wie Unerfreuliches wenig berührt. Der normale Wechsel zwischen verschiedenen affektiven Zuständen (Freude, Neugier, Trauer, Wut, Stolz …) geht verloren. |
| Alogie                  | Mangel an sprachlichen Äußerungen mit verzögerten, wortkargen Antworten und einer wenig differenzierten Sprache |
| Asozialität             | mangelnde Kontaktfähigkeit in Form von Desinteresse am Umgang mit anderen Menschen, sozialem Rückzug, wenigen Freunden und wenig sexuellen Interessen (nicht zu verwechseln mit antisozialem Verhalten) |
| Avolition               | mangelnde Fähigkeit, ein zielgerichtetes Verhalten zu beginnen und beizubehalten |
| Antriebsstörung         | verminderte Fähigkeit und Wille zu zielgerichteter Aktivität (Antriebsschwäche) |
| Abulie                  | Mangel an Willenskraft in Form von Schwierigkeiten, Entscheidungen zu treffen |
| Apathie                 | mangelnde Erregbarkeit und Unempfindlichkeit gegenüber äußeren Reizen, was zu Teilnahmslosigkeit und Interessenlosigkeit führt |
| Anhedonie               | mangelnde Fähigkeit, Freude und Lust oder Genuss zu empfinden |
| „dynamische Entleerung“ | Mangelnde Motivation zu Aktivitäten mit resultierender Antriebsarmut. Umfasst fehlende Zukunftsplanung, bis hin zu weitgehender Perspektivlosigkeit. |
| motorische Defizite     | Mangel an Mimik und Gestik mit reduziertem Bewegungsspiel. Diese Defizite lassen den Erkrankten oft abweisend oder kontaktgestört erscheinen. Diese Distanz lässt sich durch Zuwendung überbrücken, die von den Erkrankten in der Regel dankbar angenommen wird, auch wenn sie das durch Mimik und Gestik nicht zeigen können. Die Verarmung der Psychomotorik lässt die affektive Resonanz stärker beeinträchtigt erscheinen, als sie ist. Werden die Patienten also nicht gerade während eines verfestigten Wahnzustands angesprochen, sind sie zumeist empfänglich für Zuwendung. |

Schizophrenien mit einer ausgeprägten Negativsymptomatik beginnen oft schleichend, und der Krankheitsverlauf ist eher ungünstig. Negativsymptome können schon Monate oder Jahre vor den akuten psychotischen Symptomen auftreten („Knick in der Lebenskurve“, „vorauslaufender Defekt“). Als Frühsymptome treten sehr oft Schlafstörungen und nicht selten auch depressive Symptome auf. Die Negativsymptome verstärken oder verfestigen sich üblicherweise mit zunehmender Krankheitsdauer.
Bei etwa zwei Dritteln der an Schizophrenie erkrankten Personen überdauern die Negativsymptome die Positivsymptome nach einem akuten Schub („schizophrener Defekt“, „Residualzustand“, „Residualsymptomatik“). Diese unterschiedlich ausgeprägten Einschränkungen führen zu Kontaktstörung, sozialem Rückzug und oft auch zu Invalidität. Bei einem gewissen Prozentsatz der an Schizophrenie Erkrankten bleiben jedoch keine Restsymptome zurück (siehe Residualsymptomatik).
Nach Abklingen einer akuten Krankheitsphase bei einer schubförmig verlaufenden Schizophrenie folgt gelegentlich eine vorübergehende depressive Episode („depressive Nachschwankung“). Unterschieden werden sollte zwischen echten Negativsymptomen und den Nebenwirkungen der Therapie mit einem Neuroleptikum. Die Nebenwirkungen von Neuroleptika können einer Negativsymptomatik ähnlich sein.

### Kognitive Symptome
Kognitive Symptome umfassen Probleme mit Aufmerksamkeit, Gedächtnis und der Planung von Handlungen. Kognitive Störungen dieser Art sind ein zentraler Symptomkomplex der Schizophrenie und ihre Ausprägung sagt am besten voraus, wie gut Betroffene ihren Alltag bewältigen können. Das Denken kann kurzschrittig werden, oder mehrschichtige Zusammenhänge in ihrer Komplexität nicht mehr begriffen werden. Der sprachliche Ausdruck verarmt. In zugespitzten Fällen können Perseveration (stereotypes Wiederholen eines Wortes oder Gedankens) oder Idiolalie (unverständliche Laute) auftreten.

## Diagnose
Wichtig ist eine sorgfältige Diagnose und Differentialdiagnose, da sämtliche Symptome einer Schizophrenie (also Positiv- wie Negativsymptomatik) auch durch andere Erkrankungen hervorgerufen werden können. Als problematisch gilt, dass zwischen dem tatsächlichen Ausbruch der Krankheit und ihrer Diagnose eine erhebliche Zeitspanne liegen kann. Studien zeigen, dass erste Veränderungen schon fünf Jahre vor der ersten akuten Psychose zu beschreiben sind. Die erste Behandlung erfolgt durchschnittlich zwei Monate nach dem Beginn der ersten akuten Phase. Zur Verkürzung dieser Zeit der unbehandelten Erkrankung wurden inzwischen Früherkennungszentren eingerichtet, die u. a. über das Kompetenznetz Schizophrenie im Internet recherchiert werden können.
Aufgrund der unterschiedlichen Definitionen des Krankheitsbildes in Europa und den USA kam es zu deutlichen Unterschieden in den angegebenen Häufigkeiten; erst die Einführung eines einheitlichen Diagnosesystems (ICD) führte zu einer einheitlicheren Diagnostik. Bei diesem System flossen bezüglich der Kriterien für Schizophrenie sowohl die Symptome der Schizophrenie nach Schneider als auch die Symptome der Schizophrenie nach Bleuler ein.
Heute werden schizophrene Erkrankungen nach den Vorgaben der Weltgesundheitsorganisation (ICD-10) oder der Amerikanischen psychiatrischen Gesellschaft (DSM-5) diagnostiziert.

### Nach ICD-10
Das ICD-10 führt neun Symptomgruppen ((a)–(i)) an. Von den festgestellten Symptomen müssen über einen Zeitraum von mindestens einem Monat (beinahe ständig) mindestens ein eindeutiges Symptom aus den Gruppen (a) bis (d) oder Symptome aus mindestens zwei der Gruppen (e) bis (h) zutreffen. Die Gruppe (i) dient zur Diagnose der „Schizophrenia simplex“ (ICD-10 2014).
Symptomgruppen nach ICD-10:
- (a) Gedankenlautwerden, Gedankeneingebung oder Gedankenentzug, Gedankenausbreitung
- (b) Kontrollwahn, Beeinflussungswahn, Gefühl des Gemachten, Wahnwahrnehmungen
- (c) kommentierende oder dialogische Stimmen
- (d) anhaltender, kulturell unangemessener und völlig unrealistischer Wahn
- (e) anhaltende Halluzinationen jeder Sinnesmodalität, begleitet von flüchtigen Wahngedanken oder überwertigen Ideen
- (f) Gedankenabreißen oder Einschiebungen in den Gedankenfluss, was zu Zerfahrenheit, Danebenreden oder Neologismen führt
- (g) katatone Symptome wie Erregung, Haltungsstereotypien, wächserne Biegsamkeit, Negativismus, Verstummen (Mutismus) oder Starrezustand (Stupor)
- (h) „negative“ Symptome wie auffällige Apathie, verflachte oder inadäquate Affekte
- (i) deutliche und konstante Veränderung im persönlichen Verhalten (Interessensverlust, Ziellosigkeit, Müßigkeit, sozialer Rückzug)

### Nach DSM-5
Nach DSM-5 ist Schizophrenie durch fünf von der Norm abweichende Hauptmerkmale gekennzeichnet:
- Wahn:  Der Wahn beschreibt eine feste Überzeugung, die trotz gegenteiliger Evidenz nicht verändert werden kann. Wahninhalte reichen von Verfolgungswahn, Beziehungswahn, körperbezogenem Wahn und religiösem Wahn bis hin zum Größenwahn.
- Halluzinationen:  Halluzinationen sind wahrnehmungsähnliche Erfahrungen, die ohne adäquate externe Reize auftreten. Halluzinationen erscheinen den Betroffenen eindeutig und klar, können durch die Betroffenen nicht kontrolliert werden und treten mit der gleichen Intensität und Wirkung auf wie normale Wahrnehmungen.
- desorganisiertes Denken (desorganisierte Sprache): Auf desorganisiertes Denken (formale Denkstörung) wird üblicherweise aus den sprachlichen Äußerungen der Betroffenen geschlossen. Betroffene können von einem Gedanken zum nächsten springen („Entgleisung“ oder „Assoziationslockerung“). Antworten können nur indirekt oder gar nicht mit den Fragen verbunden sein („Danebenreden“).
- grob desorganisiertes Verhalten oder gestörte Motorik (inklusive der Katatonie): Grob desorganisiertes Verhalten kann sich auf unterschiedliche Weisen manifestieren, die von kindlicher Albernheit bis zu unvorhersehbarer Unruhe reichen. Probleme können sich bei jeder Form zielgerichteten Verhaltens bemerkbar machen und zu Schwierigkeiten bei der Durchführung von Alltagsaktivitäten führen.
- Negativsymptome:  Negativsymptome erklären einen wesentlichen Teil der Morbidität bei Schizophrenie und sind bei anderen psychotischen Erkrankungen weniger ausgeprägt. Zwei Bereiche der Negativsymptome sind bei der Schizophrenie besonders häufig: verminderter emotionaler Ausdruck und die reduzierte Willenskraft (Avolition).

Diagnosekriterien im DSM-5:
A.) Zwei (oder mehr) der folgenden Symptome, jedes bestehend für einen erheblichen Teil einer einmonatigen Zeitspanne (oder kürzer, wenn erfolgreich behandelt). Mindestens eines dieser Symptome muss (1), (2) oder (3) sein.
1. Wahn
2. Halluzinationen
3. desorganisierte Sprechweise (z. B. häufiges Entgleisen oder Zerfahrenheit)
4. grob desorganisiertes oder katatones Verhalten
5. Negativsymptome (z. B. verminderter emotionaler Ausdruck oder reduzierte Willenskraft [Avolition])

B.) Für eine erhebliche Zeitspanne seit dem Beginn der Störung sind eine oder mehrere zentrale Funktionsbereiche wie Arbeit, zwischenmenschliche Beziehungen oder Selbstfürsorge deutlich unter dem Niveau, das vor dem Beginn erreicht wurde.
C.) Zeichen des Störungsbildes halten durchgehend für mindestens sechs Monate an.

### Differenzialdiagnose
Eine Schizophrenie ist abzugrenzen von anderen
- psychischen Störungen (z. B. Dissoziative Identitätsstörung[27], Manie, wahnhafte Depression, Zustände von Verwirrtheit und Desorientierung, Borderline-Persönlichkeitsstörung, schizoide und schizotypischen Persönlichkeitsstörung, Zwangsgedanken)
- neurologischen Entwicklungsstörungen (z. B. Autismus und anderen tiefgreifenden Entwicklungsstörungen, etwa Hellersche Demenz)
- nichtorganischen psychotischen Störungen (z. B. schizotype Störung, induzierte oder anhaltende wahnhafte Störung, akute psychotische Störung, schizoaffektive Störung)
- organischbedingten bzw. substanzbedingten psychotischen Störungen (z. B. Alkoholfolgeerkrankungen, Epilepsien, entzündliche Prozesse wie etwa Enzephalitis und Multiple Sklerose, Schädel-Hirn-Traumata, Hirntumore, Demenz, Zustand nach Schlaganfall, Stoffwechselstörungen, Perniziöse Anämie (Vitamin-B12-Mangel), Medikamentennebenwirkungen)[28]
- Genderinkongruenz und Geschlechtsdysphorie

## Entstehung und Verlauf

### Schizophrenie bei Erwachsenen
Die Erkrankung beginnt in der Regel mit einem bis zu mehrere Jahre dauerndem Vorstadium, welches durch Störungen von Kognition, Affekt und sozialem Verhalten gekennzeichnet ist. Im Vollstadium können Schizophrenien sowohl schubweise als auch chronisch verlaufen, wobei die schubweise Verlaufsform häufiger ist. Ein Schub, also eine akute Krankheitsphase, kann mehrere Wochen bis Monate dauern. Danach klingt die Krankheit mehr oder weniger vollständig ab, bis nach Monaten oder Jahren eine neue Krankheitsphase erfolgt. Nur bei etwa 20 % der Betroffenen bleibt es bei einem einzelnen Schub. Bei weiteren etwa 5–10 % ist der Verlauf chronisch progredient ohne abgrenzbare einzelne Episoden.
Zwischen den einzelnen Schüben kann es zu einer vollständigen Zurückbildung (Remission) der Symptome kommen. Üblicherweise folgt der akuten Phase jedoch eine Phase mit Restsymptomen (Residualphase) aus der Gruppe der negativen Symptome. Solche Symptome sind zum Beispiel stark eingeschränkte soziale Kompetenz, Beeinträchtigung der persönlichen Hygiene, auffallende Sprachmuster (Sprachverarmung), Depressivität oder Antriebsmangel. Bei manchen Verläufen bleiben die Residualsymptome stabil, bei anderen werden sie nach jedem Schub stärker.
Die  Erkrankung tritt bevorzugt erstmals zwischen  dem 15. und  dem 35. Lebensjahr auf. Ein Erkrankungsbeginn vor dem 13. oder nach dem 40. Lebensjahr ist selten. Bei Frauen beginnt die erste schizophrene Episode normalerweise etwas später als bei Männern (etwa fünf Jahre). Spätschizophrenien (erster Schub nach dem 40. Lebensjahr) treten bei Frauen häufiger auf als bei Männern. Gründe für diesen geschlechtsspezifischen Unterschied sind bislang (Stand 2018) nicht bekannt.
Weder die Primärpersönlichkeit, noch andere individuelle soziokulturelle Unterschiede lassen eine Prognose zum Verlauf der Schizophrenie zu. Es ist jedoch gut belegt, dass eine länger unbehandelte erste psychotische Episode oder unbehandelte Erkrankungsrückfälle eine ungünstigere Prognose für weitere Therapierbarkeit und Erkrankungsdauer darstellen. Die Art und Weise des Erkrankungsbeginns lässt keine Vorhersage des längerfristigen Verlaufs zu. Eine fortbestehende Negativsymptomatik und neurokognitive Störungen kündigen im Hinblick auf die psychosoziale Funktionsfähigkeit der Betroffenen einen besonders ungünstigen Krankheitsverlauf an.
Lebensstil-Faktoren, somatische Komorbiditäten sowie eine erhöhte Rate an Suiziden und Unfällen mit Todesfolge haben eine um 15 Jahre verringerte Lebenserwartung zur Folge. Etwa 5 % aller Erkrankten sterben durch Selbsttötung. Dies betrifft am häufigsten jüngere Männer.

### Schizophrenie bei Kindern
In seltenen Fällen können bei Kindern Formen von schizophrenen Psychosen auftreten. Die wichtigsten Symptome dabei sind Sprachzerfall, Kontaktverlust und affektive Störungen. Schizophrenien bei Kindern vor dem Schulalter sind nicht diagnostizierbar, da die Symptome die Beeinträchtigung des Denkens, Sprechens, der Wahrnehmung und Gefühlswelt voraussetzen und diese Fähigkeiten in diesem Alter noch nicht hinreichend entwickelt sind. Von der kindlichen Schizophrenie, die als plötzlicher Knick in einer bis dahin normalen Entwicklung verstanden werden muss, muss man den kindlichen Autismus (Kanner-Syndrom und Asperger-Syndrom) unterscheiden. Dieser zeigt sich bereits ab Geburt oder Krabbelalter.

## Häufigkeit
Schätzungen zur Lebenszeitprävalenz, d. h. das Risiko einer bestimmten Person, im Laufe des Lebens an Schizophrenie zu erkranken, liegt in internationalen Studien bei 0,6 bis 1,2 Prozent. Geographische und kulturelle Einflüsse auf die Häufigkeit können bislang (Stand 2018) aufgrund der Vielfalt der Untersuchungsmethoden und der großen Spannbreite der Ergebnisse nicht zuverlässig beschrieben werden.
Das Risiko einer Erkrankung ist für Männer und Frauen gleich hoch, wobei Männer statistisch gesehen in einem etwas früheren Lebensalter betroffen sind. Bei Menschen mit niedrigem Bildungsabschluss und niedrigem sozioökonomischem Status tritt die Erkrankung häufiger auf.

## Ursachen
Als Erklärungsmodell zur Verursachung (Ätiologie) der schizophrenen Psychosen geht man derzeit von einem multifaktoriellen Wechselspiel aus biologischen (z. B. genetischen, infektiösen, metabolischen) und psychosozialen (z. B. soziales Umfeld, psychische Stressoren, Bewältigungsmöglichkeiten, Resilienzfaktoren) Ursachen aus. Demnach können mehrere dieser Faktoren in Kombination eine Schizophrenie auslösen und deren Verlauf beeinflussen. So wird es auch im Vulnerabilitäts-Stress-Modell dargestellt, wo das Überschreiten einer Belastungsschwelle als der auslösende Faktor gilt, der die Psychose bei einem anfälligen (vulnerablen) Menschen entstehen lässt. Ungeklärt ist, ob den verschiedenen Ausprägungen der Schizophrenie gemeinsame Entstehungsursachen zugrunde liegen.

### Biologische Faktoren
Genetik
Je näher die Verwandtschaft mit einem Schizophreniekranken, desto wahrscheinlicher wird auch eine eigene Erkrankung. Bei einem schizophreniekranken Elternteil beträgt sie fünf bis zehn Prozent, bei kranken Geschwistern acht bis zehn Prozent, bei eineiigen Zwillingen 45 % und etwa 21 % bei zweieiigen Zwillingen.
Im Rahmen der Gen-Umwelt-Interaktion erhöhen beispielsweise Geburtskomplikationen wie Sauerstoffmangel, Infektion oder Stressbelastung der Mutter das Risiko, an Schizophrenie zu erkranken. Ein weiteres Beispiel für eine mögliche Gen-Umwelt-Interaktion ist das Zusammenwirken von genetisch bedingter Anfälligkeit und einer Infektion, insbesondere während der frühen Kindheit.
Neurobiologie
Durch bildgebende Verfahren ist bekannt, dass das Gehirn im Falle von Schizophrenie vielfache Abweichungen in Anatomie und Physiologie zeigt. Ursächliche psychosoziale Belastungsfaktoren können sich unter anderem in einer für die Krankheitsentwicklung maßgeblichen Überaktivität des mesolimbischen dopaminergen Systems sowie anderer Neurotransmitter-Systeme im Gehirn niederschlagen. Ebenfalls durch bildgebende Verfahren ist bekannt, dass bei Schizophrenie die Signalübertragung zwischen den Nervenzellen im Gehirn bezüglich der Neurotransmitter-Systeme, die mit Dopamin, GABA, oder Glutamat arbeiten, von ihrer normalen Funktionsweise abweicht.
Toxische Faktoren
Allgemein kann festgestellt werden, dass stark bewusstseinsverändernde Substanzen wie Cannabis oder Amphetamin den Ausbruch einer Schizophrenie begünstigen. Pauschale Aussagen können nicht getroffen werden; es kommt sowohl auf die genetische Disposition als auch auf die jeweilige Persönlichkeit an.
Hormonelle Faktoren
Es gab bereits seit vielen Jahrzehnten Anzeichen, dass Estrogene Einfluss auf das Risiko der Erkrankung und die Schwere der Symptome haben. In neuerer Zeit (2018) konnte nachgewiesen werden, dass als Zugabe neben der normalen medikamentösen Behandlung selektive Estrogenrezeptormodulatoren, wie etwa Raloxifen, die Symptome von Schizophrenie leicht vermindern können sowie auch über längere Zeiträume angewendet werden können, und zwar sowohl bei Frauen als auch bei Männern.

### Psychosoziale Faktoren
Umweltfaktoren wie psychosoziale Stressoren spielen eine wichtige Rolle bei der Disposition und Manifestation der Schizophrenie.
Frühere Annahmen eines schizophrenieauslösenden Familienmilieus (insbesondere der „schizophrenogenen Mutter“) oder einer Doppelbindungstheorie gelten als überholt.
Eine Metaanalyse von 2012 bestätigte, dass das Risiko, an Schizophrenie zu erkranken, mit der Größe des Wohnortes zunahm, und zwar bis zu einer Erhöhung um den Faktor 2,37 beim Vergleich zwischen dem am meisten ländlichen Umfeld und dem am meisten verstädterten Umfeld. Bei der Bewertung dieses Ergebnisses betonten die Autoren, dass sowohl besondere Einflüsse des städtischen Umfelds als auch besondere familiäre oder persönliche Faktoren, die die Wahl des Wohnortes beeinflussten, als mögliche Ursachen in Frage kämen.
Nach Übersichtsarbeiten von 2006 und 2016 und einer Metaanalyse von 2012 gab es Anzeichen dafür, dass das Vorkommen eines Kindheitstraumas in der Biographie von Menschen mit Schizophrenie statistisch erhöht ist.
Eine Metaanalyse von 2011 ergab, dass das Risiko, an Schizophrenie zu erkranken, bei Einwanderern und ihrer nachfolgenden Generation erhöht ist: bei der ersten Generation um den Faktor 2,3 und bei der zweiten Generation um den Faktor 2,1. Die Autoren betrachteten die Ergebnisse als Anzeichen dafür, dass wegen des Effekts in der zweiten Generation die Einflüsse aus der Zeit nach der Einwanderung größer seien als die Einflüsse aus der Zeit vor der Einwanderung. Die vorgefundenen Unterschiede zwischen den Einzelstudien wurden mit möglichen Einflüssen der verschiedenen sozialen Umfelder in Verbindung gebracht.

## Unterformen
Die folgenden Unterformen der Schizophrenie stellen keine abschließende Aufzählung dar. Häufig kann eine Psychose aus dem schizophrenen Formenkreis keiner dieser Formen eindeutig zugeordnet werden, da es viele Mischformen und Überschneidungen gibt. Die folgenden Subtypen beschreiben eher symptomatische Schwerpunkte innerhalb der schizophrenen Psychosen. Sowohl im neuen ICD-11 als auch im DSM-5 wurde die Einteilung in Untergruppen aufgegeben.

### Paranoide Schizophrenie
Hierbei handelt es sich um die häufigste Form der Schizophrenie (ca. 60 %). Wesentliche Merkmale der paranoiden Schizophrenie sind Verfolgungs-, Größen- sowie Beeinträchtigungsideen. Weitere häufige Symptome sind klassische Wahnvorstellungen sowie akustische Halluzinationen (z. B. Stimmenhören). Auch Ich-Störungen sind häufig. Die wahnhaften Erlebnisse führen oft zu großer Angst und starkem Misstrauen.
Die paranoide Schizophrenie wird mit einem eher günstigen Verlauf in Verbindung gesetzt.

### Hebephrene Schizophrenie
Die Hebephrenie, auch desintegrative Schizophrenie, bezeichnet eine kleine Gruppe von im Jugendalter beginnenden Formen der schizophrenen Psychose. Hier stehen affektive Veränderungen (d. h. Auffälligkeiten des Gefühls- und Gemütslebens und der Stimmung), desorganisiertes Verhalten und Denkstörungen im Vordergrund. Die Betroffenen werden häufig als emotional verflacht oder verarmt beschrieben. Oft lässt sich ein Entwicklungsknick beobachten: plötzlicher Leistungsabfall in der Schule, Abbruch sozialer Beziehungen, auffallende Antriebslosigkeit oder Isolierung. Aufgrund dieser Symptome ist die Abgrenzung einer Hebephrenie von üblichen, nicht krankhaften Pubertätsschwierigkeiten nicht einfach. Wahn und Halluzinationen kommen nur bruchstückhaft vor. Der hebephrenen Schizophrenie wird im ICD-10 eine eher ungünstige Prognose zugesprochen. 2013 wurde die Hebephrenie aus dem amerikanischen Diagnosesystem DSM-5 entfernt.

### Katatone Schizophrenie
Bei der katatonen Schizophrenie prägen psychomotorische Symptome das Erscheinungsbild. Es können zum Beispiel Haltungsstereotypien auftreten (eigenartige Haltungen werden eingenommen und über lange Zeit beibehalten). Im katatonen Stupor ist der Patient bewegungslos bei voll erhaltenem Bewusstsein: Er ist wie erstarrt und spricht nicht. Eine Unterform des Stupors ist die Katalepsie, bei der man den Kranken wie eine Gliederpuppe bewegen kann. In der katatonen Erregung (Raptus) kommt es zu starker motorischer Unruhe („Bewegungssturm“). Erregung und Stupor können schlagartig wechseln.
Der katatone Stupor kann zu Nahrungs- und Flüssigkeitsverweigerung führen, und die Betroffenen können nicht auf die Toilette gehen. Daher ist der katatone Stupor ein lebensgefährlicher psychiatrischer Notfall.
Spätestens seit 2010 wurde das Konzept dieser Unterform der Schizophrenie heftig kritisiert. Katatonie und Schizophrenie seien grundverschiedene Syndrome, die durch bestimmte medikamentöse Tests leicht auseinandergehalten werden könnten und die auch eine völlig unterschiedliche Behandlung erforderten.

### Schizophrenia simplex
Diese eher seltene Unterform wurde 1903 zuerst von Otto Diem beschrieben. Hier setzt die Krankheit im Erwachsenenalter langsam und schleichend ein, wobei die auffallenden halluzinatorischen und paranoiden Symptome fehlen. Daher wird sie auch als eher harmlose (blande) Psychose bezeichnet. Die Betroffenen werden von ihrer Umwelt leicht als „seltsam“ oder „verschroben“ empfunden und ziehen sich mehr und mehr zurück.
Eugen Bleuler schrieb zur Schizophrenia simplex: „...ist eine schleichende Form der Schizophrenie, die sich über lange Jahre vor allem durch ein zunehmendes, unbegreifliches soziales Versagen bei Menschen kennzeichnet, die vorher gesund waren (…). Kommen die Kranken Jahre nach Beginn dieses Versagens zur ärztlichen Untersuchung, findet man keine in die Augen springenden, dramatischen psychotischen Zeichen. Bald fällt aber ihre unklare, verschrobene Sprache auf; sie zeigt bei genauer Untersuchung die Kennzeichen der schizophrenen Zerfahrenheit. Noch auffälliger ist aber gewöhnlich der Autismus solcher Kranken: Sie leben dahin, ohne sich groß um gesunde Lebensziele, um ihr berufliches Fortkommen, ihre Angehörigen und ihre Zukunft zu kümmern.“
Im Allgemeinen gilt dieses Störungsbild als schwer diagnostizierbar, unter anderem wegen starker definitorischer Überschneidungen mit der schizotypen Störung. Im DSM-IV ist die Schizophrenia simplex als klinische Diagnose gar nicht definiert, aber im Anhang B als Forschungskategorie enthalten.

## Behandlung
Mit der aktuellen S3-Leitlinie von 2019 liegen fundierte und evidenzbasierte Empfehlungen zur Behandlung vor. Die spezifische Behandlung einer Schizophrenie ist abhängig von der Erkrankungsphase (Früherkennung und -behandlung, Akutbehandlung, Rückfallprophylaxe) und hat neben der Symptomreduktion eine individuelle Zielsetzung (wie z. B. die soziale Integration und Inklusion, eine verbesserte Fähigkeit zur Realisierung von Lebenszielen sowie eine Verbesserung der Lebensqualität).
Mit Einführung der Neuroleptika in den 1950er Jahren verschwanden die früher praktizierten „harten Kuren“ wie Malariatherapie, Insulinschock oder Lobotomie (Operationen am Frontallappen der Patienten), später auch die Cardiazolkrampfbehandlung. Heute existiert eine ganze Reihe von Behandlungsmöglichkeiten, die es den Erkrankten häufig ermöglichen, ein weitgehend beschwerdefreies Leben zu führen. Trotzdem sind in Europa bis zu 20 % der Menschen mit Schizophrenie nicht in medizinischer Behandlung. Schizophrenie ist hinsichtlich der Kosten pro betroffener Person die teuerste psychische Erkrankung in Deutschland.
Neben der stationären Versorgung in spezialisierten psychiatrischen Fachkrankenhäusern oder psychiatrischen Abteilungen an Allgemeinkrankenhäusern gibt es teilstationäre Tageskliniken. Ambulant stehen psychiatrische Institutsambulanzen, niedergelassene Fach- und Hausärzte, Psychotherapeuten, Soziotherapeuten, Ergotherapeuten, eine Fülle von gemeindenahen Institutionen (Wohnbetreuung, Tagesstätten, Kontakt-, Beratungs-  oder Beschwerdestellen) sowie sozialpsychiatrische Dienste zur Verfügung. Die Therapie ist grundsätzlich multiprofessionell und mehrdimensional. Dies bedeutet, dass in allen Therapie- und Versorgungsangeboten biologisch-somatische, psychologisch-psychotherapeutische und soziotherapeutisch-rehabilitative Aspekte gleichermaßen – wenngleich phasenspezifisch mit unterschiedlichem Schwerpunkt – berücksichtigt werden müssen.

### Biologisch-somatische Therapie

#### Medikamentöse Behandlung
In einer akuten Phase steht dabei die medikamentöse Behandlung im Vordergrund und sie verbleibt unter der gesamten Behandlung als die Basis der Therapie. In erster Linie werden dabei Antipsychotika (auch: Neuroleptika) eingesetzt, die spezifisch auf psychotische Symptome (positive Symptomatik, also etwa die Halluzinationen) wirken. Sie beeinflussen die Signalübertragung durch Neurotransmitter im Gehirn und können oft relativ schnell die Akut-Symptomatik mildern oder beseitigen. Neuroleptika führen nicht zu einer Gewöhnung oder Abhängigkeit. In einer Metaanalyse von 2017 wurde ermittelt, dass die Sterblichkeitsrate von Schizophrenie-Patienten durch Medikation mit Neuroleptika nahezu halbiert wurde. Bei Schizophrenien mit rezidivierendem Erkrankungsverlauf wird auch nach Abklingen einer Akutsymptomatik, abhängig von individuellen Rahmenbedingungen (z. B. Nebenwirkungen, Krankheitsschwere), eine Behandlungsdauer von bis zu mehreren Jahren zur Rückfallvermeidung empfohlen.

##### Klassische Antipsychotika
Ältere Neuroleptika (auch: typische Neuroleptika oder Neuroleptika der ersten Generation) beeinflussen vornehmlich die Signalübertragung durch Dopamin. Da Dopamin unter anderem auch wesentliche Funktionen bei der Bewegungssteuerung hat, treten in diesem Bereich teilweise gravierende Nebenwirkungen auf, sogenannte extrapyramidal-motorische Nebenwirkungen (tardive Dyskinesien) mit Bewegungsstörungen, hauptsächlich im Gesichtsbereich und an den Extremitäten, parkinsonähnliche Symptome und quälender Bewegungsunruhe (Akathisie). Besonders problematisch sind hierbei die Spätdyskinesien, die erst nach längerer Zeit der Einnahme auftreten und nach Absetzen der Medikation teilweise bestehen bleiben. Klassische Neuroleptika können zur Erhöhung des Prolaktinspiegels im Blut (Hyperprolaktinämie) führen, und dies wiederum kann eine Unterdrückung der Estradiolproduktion bewirken. Hierdurch werden Langzeitfolgen wie emotionale Instabilität, Osteoporose, eine Erhöhung des kardiovaskulären Risikos und kognitive Störungen für möglich gehalten. Deswegen wird oft eine Östrogensubstitution durchgeführt.

##### Atypische Antipsychotika
Mit der Einführung des Clozapins 1972 gab es ein Präparat, das bei gleichzeitig überlegener Wirkung keine der extrapyramidalen Nebenwirkungen zeigte. Die danach eingeführten Antipsychotika sind Versuche, diese überlegene Wirkung zu erreichen, ohne die bei dem Clozapin auftretenden Nebenwirkungen, vor allem die Blutbildveränderungen, in Kauf zu nehmen.
Extrapyramidal-motorische Nebenwirkungen bestehen auch bei den neueren atypischen Neuroleptika. Sie sind hier jedoch in der Regel geringer und unterscheiden sich je nach Präparat, vorheriger Behandlung und persönlicher Konstitution des Patienten.

##### Behandlung in der Schwangerschaft
In einer Metaanalyse von 2016 bezüglich Längsschnittstudien zu Auswirkungen von Neuroleptika während der Schwangerschaft zeigte sich, dass die Fortsetzung der Medikation während der Schwangerschaft keine größeren Risiken für Mutter und Kind mit sich führten als die Aussetzung der Medikation vor der Schwangerschaft.

#### Nichtinvasive Stimulationsverfahren

##### Elektrokonvulsionstherapie (EKT)
Bei eindeutiger medikamentöser Behandlungsresistenz, kann eine Elektrokonvulsionstherapie (EKT) zur Behandlungsunterstützung angeboten werden, bei der unter Narkose mittels elektrischer Impulse an der Schädeldecke eine kurzzeitige neuronale Übererregung im Gehirn ausgelöst wird. Es gibt Empfehlungen zur Anwendung bei katatonen und pharmakotherapieresistenten Schizophrenien. Therapeutische Effekte sind nachgewiesen, halten in der Regel aber nur vorübergehend an. Unerwünschte Nebenwirkungen wie partielle und in der Regel vorübergehende Gedächtnisverluste wurden nachgewiesen.

##### Repetitive transkranielle Magnetstimulation (rTMS)
Bei medikamentöser Behandlungsresistenz kann eine transkranielle Magnetstimulation (rTMS) im Rahmen eines Gesamtbehandlungsplans angeboten werden. Dabei werden durch die Applikation eines Magnetfeldes durch die Schädelkalotte kortikale Hirnareale elektrisch erregt.

### Psychologisch-psychotherapeutische Therapie
Psychotherapie ist ein wesentlicher Teil der mehrdimensionalen und multiprofessionellen Behandlung von Menschen mit einer Schizophrenie.

#### Psychoedukation
Ein wichtiger Therapiebestandteil ist die Psychoedukation der Patienten im Einzelsetting oder in Gruppen, sowie der Angehörigen. Psychoedukation beschreibt alle systematischen didaktisch-psychotherapeutischen Interventionen, mittels derer Patienten und ihre Angehörigen über die Krankheit und ihre Behandlung informiert werden. Das Krankheitsverständnis und der selbstverantwortliche Umgang mit der Krankheit wird gefördert, die Krankheitsbewältigung unterstützt. Die Therapiecompliance und das Rückfallrisiko werden dadurch signifikant reduziert.

#### Kognitive Verhaltenstherapie
Die Behandlung einer ersten psychotischen Episode mit kognitiver Verhaltenstherapie (KVT) trägt signifikant zur Reduktion der Negativ- und der Positivsymptomatik bei. Im weiteren Krankheitsverlauf verbessert der Einsatz einer KVT nachweisbar die Gesamtsymptomatik und die Positivsymptomatik. Die KVT soll in Einzeltherapie ambulant oder stationär durchgeführt werden. Insbesondere bei Ablehnung einer Neuroleptikabehandlung ist die KVT auch zur Behandlung der psychotischen Symptomatik effektiv.
Die KVT bei Psychosen basiert auf psychologisch-experimentellen Modellen. Diese postulieren, dass wahnhafte Überzeugungen durch eine Störung der Informationsverarbeitung und die Aktivierung von Schemata entstehen. Auch emotionale Faktoren werden einbezogen. Kognitive Modelle erkennen in der Negativ-Symptomatik eine Schutzfunktion vor einem unerträglich hohen Stressniveaus des Erkrankten. Auch die Rolle dysfunktionaler Gedanken bei der Aufrechterhaltung der Negativ-Symptomatik wird berücksichtigt.

#### Metakognitives Training
Ziel des Metakognitiven Training ist es, psychosetypische kognitive Denkverzerrungen (z. B. Überkonfidenz, Inflexibilität, voreiliges Schlussfolgern) durch spezifische Übungen bewusst zu machen (Metakognition). Die Effektivität dieser Behandlung zur Reduzierung der Positivsymptomatik konnte in Studien gezeigt werden. Eine 2018 erschienene Meta-Analyse berichtete eine signifikante Überlegenheit von MKT gegenüber Kontrollinterventionen.

#### Familieninterventionen
Familieninterventionen beinhalten verschiedene Behandlungsstrategien wie Familienpsychotherapie, Systemische Psychotherapieansätze, Problemlöse- und Kommunikationstrainings und Psychoedukation. Die Behandlung erhöht das Wissen über die Erkrankung, verbessert die Bewältigungsfähigkeiten Angehöriger und reduziert deren Stress. Es wird angenommen, dass diese Effekte auch die Situation der Betroffenen selbst verbessert. Systemische Therapiestrategien verbessern die allgemeine Schizophreniesymptomatik. Familientherapie reduziert das Rückfallrisikio deutlich. Psychotherapie unter Einbeziehung der Familie wird sowohl bei Ersterkrankungen und Akutphasen als auch bei Rezidiven zur Reduktion der Wiedererkrankungs- und Rehospitalisierungsrate empfohlen.

#### Training sozialer Fertigkeiten
Ein wesentliches Problem der Lebensführung von Menschen mit schizophrenen Erkrankungen sind Schwierigkeiten im sozialen Miteinander. Vor dem Hintergrund des Vulnerabilitäts-Stress-Coping-Modells der Schizophrenie wird durch die Verbesserung der sozialen Kompetenzen die Stressbelastung reduziert und somit der Krankheitsverlauf verbessert. Dieses Training verbessert signifikant die klinisch bedeutsame Negativsymptomatik.

#### Kognitive Remediation
Bei Menschen mit Schizophrenie sind neben der Positiv- und Negativsymptomatik auch eine Vielzahl von kognitiven Funktionsbereichen beeinträchtigt. Die kognitive Remediation ist eine trainingsbasierte Intervention zur Verbesserung kognitiver Prozesse wie Aufmerksamkeit, Gedächtnis, Exekutivfunktionen, soziale Kognitionen oder Metakognitionen. Vorliegende Meta-Analysen und Reviews zeigen, dass die Kognitive Remediation zu deutlichen und anhaltenden Verbesserungen von kognitiver Leistungsfähigkeit und psychosozialer Funktionsfähigkeit führt.

#### Psychodynamisch orientierte Psychotherapie
Psychodynamisch orientierte Psychotherapie kann zur Verbesserung des globalen Funktionsniveaus beitragen. Zudem lässt sich eine deutliche Symptomverbesserung feststellen. Das Konzept der modifizierten psychodynamischen Therapie der Schizophrenie berücksichtigt das instabile Selbsterleben bei Schizophrenieerkrankten. Die Behandlungstechniken stellen die Modellerfahrung in den Vordergrund, wodurch Fähigkeiten zur primären und sekundären Repräsentation (Mentalisieren) und die Erfahrung von Abgegrenztheit und Urheberschaft wiederhergestellt werden können. Neue Kompetenzen der interpersonellen Abstimmung und der Emotionsregulation werden aufgebaut. Nachfolgend kann durch einsichtsorientierte Methoden wie Rekonstruktion und Interpretation biographische Faktoren bearbeitet und reflektiert werden.

#### Klientenzentrierte Psychotherapie
Klientenzentrierte Psychotherapie umfasst Gesprächspsychotherapie und Supportive Psychotherapie. Sie zielt darauf ab, innere Blockaden von Selbstaktualisierungstendenzen aufzuheben. Die Selbstwahrnehmung der Patienten in Bezug auf Erfahrungen und Gefühle soll verändert werden. Im Mittelpunkt steht das Erleben des Individuums. Die Effektivität der Gesprächspsychotherapie bei Schizophrenie ist nicht ausreichend untersucht und wird daher nicht empfohlen.

### Soziotherapeutisch-rehabilitative Therapie

#### Ergotherapie
Ziel der Ergotherapie bei Schizophrenierkrankten ist es, die eingeschränkte Handlungsfähigkeit durch Betätigungen in den Bereichen Selbstversorgung, Produktivität und Freizeit in ihrer persönlichen Umwelt zu verbessern. Aktivitäten, Umweltanpassung und Beratung dienen dazu, dem Erkrankten Handlungsfähigkeit und Selbstständigkeit im Alltag, gesellschaftliche Teilhabe und eine Verbesserung seiner Lebensqualität zu ermöglichen. Obwohl die Effektivität von Ergotherapeutischen Maßnahmen nicht geklärt ist, spielt die Ergotherapie in der Behandlung von Menschen mit einer Schizophrenie eine wichtige Rolle, insbesondere im akuten und teilstationären Setting.

#### Soziotherapie
Soziotherapie, Arbeitstherapie und unterstützte Beschäftigung können helfen, eine psychisch stabilisierende Tagesstruktur zu etablieren. Diese Maßnahmen können auch auf den Erhalt oder die Wiedererlangung eines Arbeitsplatzes abzielen, der seinerseits psychisch stabilisierend wirkt, und der erheblichen Gefahr eines sozialen Abstieges entgegenwirken kann.
Soteria ist eine alternative milieutherapeutische stationäre Behandlung von Menschen in psychotischen Krisen. Dies wird u. a. durch eine enge, stützende therapeutische Begleitung in einer überschaubaren wohnlichen und an Reizen armen Umgebung erreicht.

#### Künstlerische Therapien
Künstlerische Therapien wie Musiktherapie, Kunsttherapie oder Dramatherapie stellen eine verfahrenübergreifende Methode dar, deren theoretische Konzeption aus verschiedenen Bezugswissenschaften wie z. B. der Neurobiologie, der Bindungs-, Säuglings- und der Kognitionsforschung abgeleitet wurde. Die S3-Behandlungsleitlinie empfiehlt Künstlerische Therapien im Rahmen eines Gesamtbehandlungsplanes zur Verbesserung der psychopathologischen Symptomatik bei schizophrenen Patienten.

#### Körpertherapie
Sport und Bewegungstherapien gehören zur Standardbehandlung von Menschen mit einer Schizophrenie zur Verbesserung der psychischen Befindlichkeit, sowie der Verbesserung der körperlichen Gesundheit. Menschen mit schweren psychischen Erkrankungen bewegen sich oft weniger, so dass Körpertherapie auch als aktivierende Maßnahme eine besondere Bedeutung hat. Körperliche Aktivität verbessert nachweislich die klinischen Symptome, die Lebensqualität, das allgemeine Funktionsniveau und reduziert depressive Symptome bei Schizophrenen.
Neurofeedback, eine spezielle Form des Biofeedbacks, bewirkt bei dem Patienten eine aktive Rückkopplung zu seinen momentanen Hirnaktivitäten. Beispielsweise können dadurch möglicherweise therapieresistente, akustische Halluzinationen beeinflusst werden.

## Früherkennung und Prognose
Bei etwa 75 % der Patienten besteht vor dem Auftreten erster psychotischer Symptome eine Vorlaufphase (Prodromalphase), die mehrere Jahre andauern kann. In dieser Vorlaufzeit kommt es oft zu unspezifischen (unklaren) negativen und depressiven Symptomen. Da diese in der Regel negative soziale Folgen haben und daher das Risiko einer Schizophrenie erhöhen, ist eine frühe Erkennung einer möglichen Vorlaufphase von großer Bedeutung und geeignet die Prognose für den Krankheitsverlauf spürbar zu verbessern.

## Gesellschaftlicher Umgang mit Erkrankten

### Zeit des Nationalsozialismus
In der Zeit des Nationalsozialismus galt Schizophrenie als „Erbkrankheit“ und war laut Gesetz zur Verhütung erbkranken Nachwuchses (GezVeN) vom 14. Juli 1933 eine Diagnosestellung, welche „Unfruchtbarmachung“ – sprich: Zwangssterilisation bzw. Zwangskastration – zur Folge hatte. Bei systematischen Massentötungen (→ Aktion T4, Aktion 14f13 und Aktion Brandt) war Schizophrenie mit ein Kriterium für die euphemistisch Euthanasie genannte Ermordung. Zwischen 220.000 und 269.500 Menschen mit Schizophrenie wurden sterilisiert oder getötet. Das sind 73 bis 100 % aller zwischen 1939 und 1945 in Deutschland an Schizophrenie Erkrankten. Die Ermordung psychiatrischer Patienten gilt als das größte Verbrechen in der Geschichte der Psychiatrie.
Auch außerhalb des Machtbereichs des Nationalsozialismus gab es viele Länder, in denen gesetzlich geregelte Zwangssterilisationen von Schizophrenie-Patienten praktiziert wurde. Beispielsweise wurden in der Schweiz unter maßgeblicher Beteiligung des Schweizer Psychiaters Eugen Bleuler und seines Sohns Manfred Zwangssterilisationen und Zwangskastrationen an schizophrenen Patienten propagiert und durchgeführt.

### Situation heute
Das mögliche Unverständnis im sozialen Umfeld des Patienten gegenüber der Krankheit und ihren Symptomen kann leicht zu einer Ausgrenzung (Stigmatisierung) führen. Die umsichtige Beachtung dieses Risikos ist eine besondere Herausforderung für alle Beteiligten.
Inhalt und Schwere der Positivsymptomatik werden durch die Kultur der Betroffenen beeinflusst. In den meisten Ländern außerhalb der sogenannten „westlichen Welt“ sind die durchschnittlichen Symptome und Leidensdruck, bei vergleichbaren Prävalenzraten, im Vergleich signifikant weniger schwer. Die Ursache hierfür ist noch nicht eindeutig geklärt. Vermutet wird ein Zusammenhang mit kulturellen Einstellungen zur Symptomatik oder supportiveren Kommunikationsformen.

## Kritik am Konzept der Krankheit
Am Konzept der Krankheit gibt es ungefähr seit den 1960er Jahren vor allem aus Reihen der Antipsychiatrie vielfältige Kritik. Einer der häufigsten Kritikpunkte ist, dass die Schizophrenie als Krankheit wie auch viele andere psychische Krankheiten ein historisch bedingtes Konzept sei und auf sozialen und politischen Prozessen beruhe.
Jim van Os und anderen Autoren zufolge liegen die mit Schizophrenie in Zusammenhang gebrachten Denk- und Handlungsmuster eines Menschen vielmehr auf Achsen, entlang derer jedes Individuum variiere (Kontinuum-Modell). Die Diagnose „Schizophrenie“ basiere auf einer kulturell geprägten und historisch kontingenten Trennung der Bereiche dieser Achsen in „gesund“ und „krank“. Diese These werde gestützt durch die hohe Prävalenz von wahnhaften Gedanken und anderen psychotischen Symptomen in der Gesamtbevölkerung. Jim van Os wies jedoch in einer späteren Übersichtsarbeit (2010) darauf hin, dass es neben den Hinweisen für eine Stützung des Kontinuum-Modells auch Hinweise auf kategoriale Unterschiede zwischen Kranken und Nichtkranken auf diesem Gebiet gebe.

## Schizophrenie in Literatur und Film
Zu den literarischen Werken, in denen Schizophrenie dargestellt wird, zählen u. a. Georg Büchners Novelle Lenz (1835) und sein Dramenfragment Woyzeck (1836–1837), Hannah Greens Buch Ich hab dir nie einen Rosengarten versprochen (1964), Unica Zürns Roman Der Mann im Jasmin (1977), Heinar Kipphardts Schauspiel März, ein Künstlerleben (1980), Dorothea Bucks autobiographischer Roman Auf der Spur des Morgensterns – Psychose als Selbstfindung (1990), Ruth Whites Roman Helle Sonne, dunkler Schatten (2000), Renate Klöppels Roman Die Schattenseite des Mondes (2004) sowie Henri Loevenbrucks Roman Das Kopernikus-Syndrom (Le Syndrome Copernic) (2008).
Auch im Spielfilm ist Schizophrenie gelegentlich ein zentrales Thema, z. B. in Wie in einem Spiegel (1961), Identikit (1974), Ich hab’ dir nie einen Rosengarten versprochen (1977) und Woyzeck (1979) nach oben erwähntem Buch bzw. Dramenfragment, Clean, Shaven (1993), Angel Baby (1995), Shine – Der Weg ins Licht (1996) über das Leben des Pianisten David Helfgott, Benny und Joon (1993), Forever Lulu (2000), Das weiße Rauschen (2001), A Beautiful Mind (2001), Donnie Darko (2001), Der Solist (2009), Take Shelter (2011) sowie Hirngespinster (2014). Die Schizophrenie wird auch in der US-Serie Perception (2012) behandelt, in der Daniel Pierce, ein Collegeprofessor für Neuromedizin, durch seine Schizophrenie dem FBI hilft, schwierige Fälle zu lösen.

### Leitlinien
- G. Remington, D. Addington, W. Honer, Z. Ismail, T. Raedler, M. Teehan: Guidelines for the Pharmacotherapy of Schizophrenia in Adults. In: Canadian journal of psychiatry. Revue canadienne de psychiatrie, Band 62, Nr. 9, September 2017, S. 604–616, doi:10.1177/0706743717720448, PMID 28703015, PMC 5593252 (freier Volltext).
- D. Keating, S. McWilliams, I. Schneider, C. Hynes, G. Cousins, J. Strawbridge, M. Clarke: Pharmacological guidelines for schizophrenia: a systematic review and comparison of recommendations for the first episode. In: BMJ open, Band 7, Nr. 1, 01 2017, S. e013881, doi:10.1136/bmjopen-2016-013881, PMID 28062471, PMC 5223704 (freier Volltext) (Review).
- Royal Australian and New Zealand College of Psychiatrists clinical practice guidelines for the management of schizophrenia and related disorders (PDF) 2016, doi:10.1177/0004867416641195.
- Psychosis and schizophrenia in adults: prevention and management. National Institute for Health and Care Excellence (NICE), 2014 (no new evidence found in November 2017 that affected the recommendations in this Guideline).
- Psychosis and schizophrenia in children and young people: recognition and management. National Institute for Health and Care Excellence (NICE), 2013 (last updated: October 2016).
- Schizophrenie – Kurzfassung (PDF; 3,6 MB) Leitlinie der Deutschen Gesellschaft für Psychiatrie, Psychotherapie und Nervenheilkunde (DGPPN), März 2019, gültig bis März 2023.

### Fachbücher
- Ludger Tebartz van Elst: Vom Anfang und Ende der Schizophrenie. Eine neuropsychiatrische Perspektive auf das Schizophrenie-Konzept. Kohlhammer, Stuttgart 2017, ISBN 978-3-17-031260-9.
- Ted Abel, Thomas Nickl-Jockschat (Hrsg.): The Neurobiology of Schizophrenia. Academic Press, London 2016, ISBN 978-0-12-801877-4.
- Heinz Häfner: Schizophrenie: Erkennen, Verstehen, Behandeln. C. H. Beck, München 2016, ISBN 978-3-406-69116-4.
- Helmut Remschmidt, Frank Theisen: Schizophrenie. Band aus der Reihe Manuale psychischer Störungen im Kindes- und Jugendalter (Hrsg. Remschmidt & Schmidt). Springer-Verlag, Berlin 2011, ISBN 978-3-540-36273-9.
- Christian Eggers: Schizophrenie des Kindes- und Jugendalters. Medizinisch Wissenschaftliche Verlagsgesellschaft, Berlin 2011, ISBN 978-3-95466-173-2.
- Matthias Lammel, Stephan Sutarski, Steffen Lau, Michael Bauer (Hrsg.): Wahn und Schizophrenie: Psychopathologie und forensische Relevanz. Medizinisch Wissenschaftliche Verlagsgesellschaft, Berlin 2011, ISBN 978-3-95466-175-6.
- Thomas Becker, Josef Bäuml, Gabriele Pitschel-Walz, Wolfgang Weig (Hrsg.): Rehabilitation bei schizophrenen Erkrankungen. Konzepte, Interventionen, Perspektiven. Deutscher Ärzte-Verlag, Köln 2007, ISBN 978-3-7691-0522-3.
- Hans-Jürgen Möller, Norbert Müller: Schizophrenie. Langzeitverlauf und Langzeittherapie. Springer-Verlag, Wien 2004, ISBN 978-3-7091-0623-5.
- Joachim Klosterkötter: Basissyndrome und Endphänomene der Schizophrenie. Heidelberg 1988.

### Ratgeber
- Heinz Häfner: Das Rätsel Schizophrenie: Eine Krankheit wird entschlüsselt. 4., völlig neu bearbeitete Auflage. C. H. Beck, München 2017, ISBN 978-3-406-69218-5.
- Daniel Hell, Daniel Schüpbach: Schizophrenien: Ein Ratgeber für Patienten und Angehörige. 5., vollständig überarbeitete Auflage. Springer-Verlag, Berlin 2016, ISBN 978-3-662-48932-1.
- Asmus Finzen: Schizophrenie: Die Krankheit verstehen, behandeln, bewältigen. Psychiatrie Verlag, Bonn 2011, ISBN 978-3-88414-522-7.
- Rainer Huppert, Norbert Kienzle: Ratgeber Schizophrenie. Informationen für Betroffene, Eltern, Lehrer und Erzieher. Hogrefe Verlag, Göttingen 2010, ISBN 978-3-8444-2052-4.
- Josef Bäuml: Psychosen aus dem schizophrenen Formenkreis: Ratgeber für Patienten und Angehörige, Leitfaden für professionelle Helfer, Einführung für interessierte Laien, 2., aktualisierte und erweiterte Auflage. Springer, Heidelberg 2008, ISBN 978-3-540-43646-1.

### Geschichtliches
- Karl Ludwig Kahlbaum: Die Katatonie oder das Spannungsirresein. Eine klinische Form psychischer Krankheit. A. Hirschwald, Berlin 1874.
- Heinz Häfner: Einblicke in Wahnwelten. Eine Dokumentation. In: Hans Magnus Enzensberger (Hrsg.): Kursbuch. Band 3, 1965.
- Rolf Baer: Endogene Psychosen im 19. Jahrhundert: Von den Vesaniae Cullens zum Schizophreniebegriff Bleulers. In: Gundolf Keil, Gerhardt Nissen (Hrsg.): Psychiatrie auf dem Wege zur Wissenschaft. Psychiatrie-historisches Symposium anläßlich des 90. Jahrestages der Eröffnung der „Psychiatrischen Klinik der Königlichen Universität Würzburg“. Stuttgart / New York 1985, S. 19–27.
- Eugen Bleuler: Dementia praecox oder Gruppe der Schizophrenien (1911). Neuausgabe, Psychosozialverlag, Gießen 2014, ISBN 978-3-89806-616-7 (archive.org).
- Paul Honekamp: Die Heilung der Geisteskrankheiten durch Sanierung des endokrin-vegetativen Systems mit natürlichen Heilstoffen. Carl Marhold, Halle 1936, S. 20–112.
- Kurt Schneider: Klinische Psychopathologie. 15. Auflage. Georg Thieme Verlag, Stuttgart 2007 (Erstauflage 1946), ISBN 978-3-13-398215-3, insbesondere S. 43–68, S. 83–88 und S. 100–117.
- Gerd Huber: Die coenästhetische Schizophrenie. In: Fortschritte der Neurologie und Psychiatrie, Band 25, 1957, S. 429–426.
- Hanns Hippius (Hrsg.): Universitätskolloquien zur Schizophrenie. Zwei Bände, Springer-Verlag, Berlin 2003, ISBN 978-3-642-57417-7 (Band 1), und 2004, ISBN 978-3-7985-1957-2 (Band 2).
- Brigitta Bernet: Schizophrenie. Entstehung und Entwicklung eines psychiatrischen Krankheitsbilds um 1900. Chronos, Zürich 2013, ISBN 978-3-0340-1111-2, Buchversion der Dissertation von 2010 (Buchtext online).
- Volker Roelcke: Schizophrenie. In: Werner E. Gerabek, Bernhard D. Haage, Gundolf Keil, Wolfgang Wegner (Hrsg.): Enzyklopädie Medizingeschichte. De Gruyter, Berlin / New York 2005, ISBN 3-11-015714-4, S. 1297 f.
- Lothar Schwarze: Konstruktive Psychiatrie – Ein philosophischer Beitrag der Theorie der Schizophrenie, Palm & Enke, Erlangen 1981, ISBN 3-7896-0130-6.

### Literarisches und Erfahrungsberichte
- Anna Sperk: Neben der Wirklichkeit. Roman. Mitteldeutscher Verlag, Halle (Saale) 2018, ISBN 978-3-96311-014-6.[122]
- Jens Jüttner: Als ich aus der Zeit fiel. Mein Weg durch die paranoide Schizophrenie. Pinguletta Verlag, 2020, ISBN 978-3-948063-11-5.
- Klaus Gauger: Meine Schizophrenie. Verlag Herder, 2018, ISBN 978-3-451-60049-4.
- Janine Berg-Peer: Schizophrenie ist scheiße, Mama! Vom Leben mit meiner psychisch erkrankten Tochter. Fischer Taschenbuch, Frankfurt/Main 2013, ISBN 978-3-596-18914-4.

## Medien
- Cécile Loetz, Jakob Müller: Psychose und Schizophrenie. In: Rätsel des Unbewußten. Podcast zur Psychoanalyse und Psychotherapie (Folge 12).